# Chiton exasperatus
Chiton exasperatus är en blötdjursart som först beskrevs av Tom Iredale 1914.  Chiton exasperatus ingår i släktet Chiton och familjen Chitonidae. Inga underarter finns listade i Catalogue of Life.